# Liste der Nummer-eins-Hits in den britischen Charts (1982)
Dies ist eine Liste der Nummer-eins-Hits in den britischen Charts im Jahr 1982. Sie basiert auf den Official Singles Chart Top 75 und den Official Albums Chart Top 100, die vom Chart Information Network ermittelt wurden. Es gab in diesem Jahr 22 Nummer-eins-Singles und 16 Nummer-eins-Alben.

## Singles
| ← 1981 ← | Liste der Nummer-eins-Hits in den britischen Charts | Liste der Nummer-eins-Hits in den britischen Charts | Liste der Nummer-eins-Hits in den britischen Charts | 1983 →                    |
| \| Zeitraum \| Wo. ges. \| Interpret \| Titel Autor(en) \| Zusätzliche Informationen \| \| (Zeitraum, Wochen auf Platz eins, Interpret, Titel, Autor[en], zusätzliche Informationen) \| \| \| \| \| \| ----------------------------------------------------------------------------------------- \| -------- \| -------------------------------------------- \| --------------------------------------------------------------------------------------------------------------------------------------------------------- \| ------------------------- \| \| 10. Dezember 1981 – 9. Januar 1982 4 Wochen \| 4 \| The Human League \| Don’t You Want Me John William Callis, Philip Adrian Wright, Philip Oakey \| – \| \| 10. Januar 1982 – 23. Januar 1982 2 Wochen \| 2 \| Bucks Fizz \| Land of Make Believe Andrew Gerard Hill, Pete Sinfield \| – \| \| 24. Januar 1982 – 30. Januar 1982 1 Woche \| 1 \| Shakin’ Stevens \| Oh Julie Michael Barratt \| – \| \| 31. Januar 1982 – 6. Februar 1982 1 Woche \| 1 \| Kraftwerk \| The Model / Computer Love Musik: Karl Bartos, Ralf Hütter; Text: Ralf Hütter, Emil Schult \| – \| \| 7. Februar 1982 – 27. Februar 1982 3 Wochen \| 3 \| The Jam \| A Town Called Malice / Precious Paul John Weller \| – \| \| 28. Februar 1982 – 20. März 1982 3 Wochen \| 3 \| Tight Fit \| The Lion Sleeps Tonight Luigi Creatore, Hugo E. Peretti, George David Weiss, Solomon Linda \| – \| \| 21. März 1982 – 10. April 1982 3 Wochen \| 3 \| Goombay Dance Band \| Seven Tears Wolff-Ekkehardt Stein, Wolfgang Jass \| – \| \| 11. April 1982 – 17. April 1982 1 Woche \| 1 \| Bucks Fizz \| My Camera Never Lies Andrew Gerard Hill, Nichola Andrea Martin \| – \| \| 18. April 1982 – 8. Mai 1982 3 Wochen \| 3 \| Paul McCartney & Stevie Wonder \| Ebony and Ivory Paul McCartney \| – \| \| 9. Mai 1982 – 22. Mai 1982 2 Wochen \| 2 \| Nicole \| A Little Peace Musik: Ralph Siegel jun.; Originaltext: Bernd Meinunger; englischer Text: Paul Greedus \| – \| \| 23. Mai 1982 – 5. Juni 1982 2 Wochen \| 2 \| Madness \| House of Fun Lee Jay Thompson, Michael Barson \| – \| \| 6. Juni 1982 – 19. Juni 1982 2 Wochen \| 2 \| Adam Ant \| Goody Two Shoes Stuart Goddard, Marco Pirroni \| – \| \| 20. Juni 1982 – 26. Juni 1982 1 Woche \| 1 \| Charlene \| I’ve Never Been to Me Musik: Kenny Hirsch; Text: Ronald Norman Miller \| – \| \| 27. Juni 1982 – 10. Juli 1982 2 Wochen \| 2 \| Captain Sensible \| Happy Talk Musik: Richard Rodgers; Text: Oscar Hammerstein II \| – \| \| 11. Juli 1982 – 31. Juli 1982 3 Wochen \| 3 \| Irene Cara \| Fame Musik: Michael Gore; Text: Dean Pitchford \| – \| \| 1. August 1982 – 28. August 1982 4 Wochen \| 4 \| Dexys Midnight Runners & the Emerald Express \| Come On Eileen Kevin Antony Rowland, James Mitchell Paterson, Kevin Adams \| – \| \| 29. August 1982 – 25. September 1982 4 Wochen \| 4 \| Survivor \| Eye of the Tiger Frank Michael Sullivan III, James Michael Peterik \| – \| \| 26. September 1982 – 16. Oktober 1982 3 Wochen \| 3 \| Musical Youth \| Pass the Dutchie Headley George Bennett, Jackie Mittoo, Robbie Lyn, Leroy Sibbles, Lloyd Anthony Ferguson, Fitzroy Ogilvie Simpson, Huford Benjamin Brown \| – \| \| 17. Oktober 1982 – 6. November 1982 3 Wochen \| 3 \| Culture Club \| Do You Really Want to Hurt Me Michael Emile Craig, Roy Ernest Hay, Jonathan Aubrey Moss, George Alan O’Dowd \| – \| \| 7. November 1982 – 27. November 1982 3 Wochen \| 3 \| Eddy Grant \| I Don’t Wanna Dance Edmond Montague Grant \| – \| \| 28. November 1982 – 11. Dezember 1982 2 Wochen \| 2 \| The Jam \| The Beat Surrender Paul John Weller \| – \| \| 12. Dezember 1982 – 8. Januar 1983 4 Wochen \| 4 \| Renée and Renato \| Save Your Love John Edward, Susanne Edward \| – \| |                                                     |                                                     | |                           |
| ← 1981 |                                                     |                                                     | | → 1983 →                  |
| Zeitraum | Wo. ges.                                            | Interpret                                           | Titel Autor(en) | Zusätzliche Informationen |
| (Zeitraum, Wochen auf Platz eins, Interpret, Titel, Autor[en], zusätzliche Informationen) |                                                     |                                                     | |                           |
| 10. Dezember 1981 – 9. Januar 1982 4 Wochen | 4                                                   | The Human League                                    | Don’t You Want Me John William Callis, Philip Adrian Wright, Philip Oakey                                                                                 | –                         |
| 10. Januar 1982 – 23. Januar 1982 2 Wochen | 2                                                   | Bucks Fizz                                          | Land of Make Believe Andrew Gerard Hill, Pete Sinfield | –                         |
| 24. Januar 1982 – 30. Januar 1982 1 Woche | 1                                                   | Shakin’ Stevens                                     | Oh Julie Michael Barratt | –                         |
| 31. Januar 1982 – 6. Februar 1982 1 Woche | 1                                                   | Kraftwerk                                           | The Model / Computer Love Musik: Karl Bartos, Ralf Hütter; Text: Ralf Hütter, Emil Schult                                                                 | –                         |
| 7. Februar 1982 – 27. Februar 1982 3 Wochen | 3                                                   | The Jam                                             | A Town Called Malice / Precious Paul John Weller | –                         |
| 28. Februar 1982 – 20. März 1982 3 Wochen | 3                                                   | Tight Fit                                           | The Lion Sleeps Tonight Luigi Creatore, Hugo E. Peretti, George David Weiss, Solomon Linda                                                                | –                         |
| 21. März 1982 – 10. April 1982 3 Wochen | 3                                                   | Goombay Dance Band                                  | Seven Tears Wolff-Ekkehardt Stein, Wolfgang Jass | –                         |
| 11. April 1982 – 17. April 1982 1 Woche | 1                                                   | Bucks Fizz                                          | My Camera Never Lies Andrew Gerard Hill, Nichola Andrea Martin                                                                                            | –                         |
| 18. April 1982 – 8. Mai 1982 3 Wochen | 3                                                   | Paul McCartney & Stevie Wonder                      | Ebony and Ivory Paul McCartney | –                         |
| 9. Mai 1982 – 22. Mai 1982 2 Wochen | 2                                                   | Nicole                                              | A Little Peace Musik: Ralph Siegel jun.; Originaltext: Bernd Meinunger; englischer Text: Paul Greedus                                                     | –                         |
| 23. Mai 1982 – 5. Juni 1982 2 Wochen | 2                                                   | Madness                                             | House of Fun Lee Jay Thompson, Michael Barson | –                         |
| 6. Juni 1982 – 19. Juni 1982 2 Wochen | 2                                                   | Adam Ant                                            | Goody Two Shoes Stuart Goddard, Marco Pirroni | –                         |
| 20. Juni 1982 – 26. Juni 1982 1 Woche | 1                                                   | Charlene                                            | I’ve Never Been to Me Musik: Kenny Hirsch; Text: Ronald Norman Miller                                                                                     | –                         |
| 27. Juni 1982 – 10. Juli 1982 2 Wochen | 2                                                   | Captain Sensible                                    | Happy Talk Musik: Richard Rodgers; Text: Oscar Hammerstein II                                                                                             | –                         |
| 11. Juli 1982 – 31. Juli 1982 3 Wochen | 3                                                   | Irene Cara                                          | Fame Musik: Michael Gore; Text: Dean Pitchford | –                         |
| 1. August 1982 – 28. August 1982 4 Wochen | 4                                                   | Dexys Midnight Runners & the Emerald Express        | Come On Eileen Kevin Antony Rowland, James Mitchell Paterson, Kevin Adams                                                                                 | –                         |
| 29. August 1982 – 25. September 1982 4 Wochen | 4                                                   | Survivor                                            | Eye of the Tiger Frank Michael Sullivan III, James Michael Peterik                                                                                        | –                         |
| 26. September 1982 – 16. Oktober 1982 3 Wochen | 3                                                   | Musical Youth                                       | Pass the Dutchie Headley George Bennett, Jackie Mittoo, Robbie Lyn, Leroy Sibbles, Lloyd Anthony Ferguson, Fitzroy Ogilvie Simpson, Huford Benjamin Brown | –                         |
| 17. Oktober 1982 – 6. November 1982 3 Wochen | 3                                                   | Culture Club                                        | Do You Really Want to Hurt Me Michael Emile Craig, Roy Ernest Hay, Jonathan Aubrey Moss, George Alan O’Dowd                                               | –                         |
| 7. November 1982 – 27. November 1982 3 Wochen | 3                                                   | Eddy Grant                                          | I Don’t Wanna Dance Edmond Montague Grant | –                         |
| 28. November 1982 – 11. Dezember 1982 2 Wochen | 2                                                   | The Jam                                             | The Beat Surrender Paul John Weller | –                         |
| 12. Dezember 1982 – 8. Januar 1983 4 Wochen | 4                                                   | Renée and Renato                                    | Save Your Love John Edward, Susanne Edward | –                         |

## Alben
| ← 1981 ← | Liste der Nummer-eins-Hits in den britischen Charts | Liste der Nummer-eins-Hits in den britischen Charts | Liste der Nummer-eins-Hits in den britischen Charts | 1983 →                    |
| \| Zeitraum \| Wo. ges. \| Interpret \| Titel \| Zusätzliche Informationen \| \| (Zeitraum, Wochen auf Platz eins, Interpret, Titel, zusätzliche Informationen) \| \| \| \| \| \| ------------------------------------------------------------------------------ \| -------- \| -------------------------- \| --------------------------------- \| ------------------------- \| \| 13. Dezember 1981 – 2. Januar 1982 3 Wochen \| 3 \| ABBA \| The Visitors \| – \| \| 3. Januar 1982 – 23. Januar 1982 3 Wochen (insgesamt 4) \| 4 \| The Human League \| Dare! \| – \| \| 24. Januar 1982 – 13. März 1982 7 Wochen (insgesamt 9) \| 9 \| Barbra Streisand \| Love Songs \| – \| \| 14. März 1982 – 20. März 1982 1 Woche \| 1 \| The Jam \| The Gift \| – \| \| 21. März 1982 – 3. April 1982 2 Wochen (insgesamt 9) \| 9 \| Barbra Streisand \| Love Songs \| – \| \| 4. April 1982 – 17. April 1982 2 Wochen \| 2 \| Iron Maiden \| The Number of the Beast \| – \| \| 18. April 1982 – 24. April 1982 1 Woche \| 1 \| Status Quo \| 1+9+8+2 \| – \| \| 25. April 1982 – 1. Mai 1982 1 Woche \| 1 \| Barry Manilow \| Live in Britain \| – \| \| 2. Mai 1982 – 8. Mai 1982 1 Woche \| 1 \| Paul McCartney \| Tug of War \| – \| \| 9. Mai 1982 – 29. Mai 1982 3 Wochen (insgesamt 3) \| 3 \| Madness \| Complete Madness \| – \| \| 30. Mai 1982 – 5. Juni 1982 1 Woche (insgesamt 3) \| 3 \| Roxy Music \| Avalon \| – \| \| 6. Juni 1982 – 12. Juni 1982 1 Woche (insgesamt 3) \| 3 \| Madness \| Complete Madness \| – \| \| 13. Juni 1982 – 26. Juni 1982 2 Wochen (insgesamt 3) \| 3 \| Roxy Music \| Avalon \| – \| \| 27. Juni 1982 – 18. Juli 1982 4 Wochen \| 4 \| ABC \| The Lexicon of Love \| – \| \| 19. Juli 1982 – 31. Juli 1982 1 Woche \| 1 \| (Soundtrack) \| Fame \| – \| \| 1. August 1982 – 25. September 1982 8 Wochen (insgesamt 12) \| 12 \| (Verschiedene Interpreten) \| The Kids from Fame \| – \| \| 26. September 1982 – 23. Oktober 1982 4 Wochen \| 4 \| Dire Straits \| Love over Gold \| – \| \| 24. Oktober 1982 – 20. November 1982 4 Wochen (insgesamt 12) \| 12 \| Verschiedene Interpreten \| The Kids of Fame \| – \| \| 21. November 1982 – 27. November 1982 1 Woche \| 1 \| ABBA \| The Singles – The First Ten Years \| – \| \| 28. November 1982 – 8. Januar 1983 6 Wochen \| 6 \| John Lennon \| The John Lennon Collection \| – \| |                                                     |                                                     |                                                     |                           |
| ← 1981 |                                                     |                                                     |                                                     | → 1983 →                  |
| Zeitraum | Wo. ges.                                            | Interpret                                           | Titel                                               | Zusätzliche Informationen |
| (Zeitraum, Wochen auf Platz eins, Interpret, Titel, zusätzliche Informationen) |                                                     |                                                     |                                                     |                           |
| 13. Dezember 1981 – 2. Januar 1982 3 Wochen | 3                                                   | ABBA                                                | The Visitors                                        | –                         |
| 3. Januar 1982 – 23. Januar 1982 3 Wochen (insgesamt 4) | 4                                                   | The Human League                                    | Dare!                                               | –                         |
| 24. Januar 1982 – 13. März 1982 7 Wochen (insgesamt 9) | 9                                                   | Barbra Streisand                                    | Love Songs                                          | –                         |
| 14. März 1982 – 20. März 1982 1 Woche | 1                                                   | The Jam                                             | The Gift                                            | –                         |
| 21. März 1982 – 3. April 1982 2 Wochen (insgesamt 9) | 9                                                   | Barbra Streisand                                    | Love Songs                                          | –                         |
| 4. April 1982 – 17. April 1982 2 Wochen | 2                                                   | Iron Maiden                                         | The Number of the Beast                             | –                         |
| 18. April 1982 – 24. April 1982 1 Woche | 1                                                   | Status Quo                                          | 1+9+8+2                                             | –                         |
| 25. April 1982 – 1. Mai 1982 1 Woche | 1                                                   | Barry Manilow                                       | Live in Britain                                     | –                         |
| 2. Mai 1982 – 8. Mai 1982 1 Woche | 1                                                   | Paul McCartney                                      | Tug of War                                          | –                         |
| 9. Mai 1982 – 29. Mai 1982 3 Wochen (insgesamt 3) | 3                                                   | Madness                                             | Complete Madness                                    | –                         |
| 30. Mai 1982 – 5. Juni 1982 1 Woche (insgesamt 3) | 3                                                   | Roxy Music                                          | Avalon                                              | –                         |
| 6. Juni 1982 – 12. Juni 1982 1 Woche (insgesamt 3) | 3                                                   | Madness                                             | Complete Madness                                    | –                         |
| 13. Juni 1982 – 26. Juni 1982 2 Wochen (insgesamt 3) | 3                                                   | Roxy Music                                          | Avalon                                              | –                         |
| 27. Juni 1982 – 18. Juli 1982 4 Wochen | 4                                                   | ABC                                                 | The Lexicon of Love                                 | –                         |
| 19. Juli 1982 – 31. Juli 1982 1 Woche | 1                                                   | (Soundtrack)                                        | Fame                                                | –                         |
| 1. August 1982 – 25. September 1982 8 Wochen (insgesamt 12) | 12                                                  | (Verschiedene Interpreten)                          | The Kids from Fame                                  | –                         |
| 26. September 1982 – 23. Oktober 1982 4 Wochen | 4                                                   | Dire Straits                                        | Love over Gold                                      | –                         |
| 24. Oktober 1982 – 20. November 1982 4 Wochen (insgesamt 12) | 12                                                  | Verschiedene Interpreten                            | The Kids of Fame                                    | –                         |
| 21. November 1982 – 27. November 1982 1 Woche | 1                                                   | ABBA                                                | The Singles – The First Ten Years                   | –                         |
| 28. November 1982 – 8. Januar 1983 6 Wochen | 6                                                   | John Lennon                                         | The John Lennon Collection                          | –                         |

Die Angaben basieren auf den offiziellen Verkaufshitparaden des Chart Information Networks für das Vereinigte Königreich. Die Datumsangaben beziehen sich auf das Gültigkeitsdatum der Charts, also jeweils die auf die Verkaufswoche folgende Woche.

## Jahreshitparaden
| ← 1981 ← | Liste der Nummer-eins-Hits in den britischen Charts | Liste der Nummer-eins-Hits in den britischen Charts | Liste der Nummer-eins-Hits in den britischen Charts | 1983 →   |
| \| Singles \| Position# \| Alben \| \| ----------------------------------------------------------------------------------------------------------------------------------------------------------------------- \| --------- \| --------------------------------------------- \| \| Come On Eileen Dexys Midnight Runners & the Emerald Express Kevin Antony Rowland, James Mitchell Paterson, Kevin Adams \| 1 \| Love Songs Barbra Streisand \| \| Fame Irene Cara Musik: Michael Gore; Text: Dean Pitchford \| 2 \| The Kids from Fame (Verschiedene Interpreten) \| \| Eye of the Tiger Survivor Frank Michael Sullivan III, James Michael Peterik \| 3 \| Complete Madness Madness \| \| Do You Really Want to Hurt Me Culture Club Michael Emile Craig, Roy Ernest Hay, Jonathan Aubrey Moss, George Alan O’Dowd \| 4 \| The Lexicon of Love ABC \| \| The Lion Sleeps Tonight Tight Fit Luigi Creatore, Hugo E. Peretti, George David Weiss, Solomon Linda \| 5 \| Rio Duran Duran \| \| Pass the Dutchie Musical Youth Headley George Bennett, Jackie Mittoo, Robbie Lyn, Leroy Sibbles, Lloyd Anthony Ferguson, Fitzroy Ogilvie Simpson, Huford Benjamin Brown \| 6 \| The John Lennon Collection John Lennon \| \| I Don’t Wanna Dance Eddy Grant Edmond Montague Grant \| 7 \| Love over Gold Dire Straits \| \| Seven Tears Goombay Dance Band Wolff-Ekkehardt Stein, Wolfgang Jass \| 8 \| Pelican West Haircut One Hundred \| \| Ebony and Ivory Paul McCartney & Stevie Wonder Paul McCartney \| 9 \| Dare! The Human League \| \| A Town Called Malice / Precious The Jam Paul John Weller \| 10 \| Avalon Roxy Music \| |                                                     |                                                     |                                                     |          |
| ← 1981 |                                                     |                                                     |                                                     | → 1983 → |
| Singles | Position#                                           | Alben                                               |                                                     |          |
| Come On Eileen Dexys Midnight Runners & the Emerald Express Kevin Antony Rowland, James Mitchell Paterson, Kevin Adams | 1                                                   | Love Songs Barbra Streisand                         |                                                     |          |
| Fame Irene Cara Musik: Michael Gore; Text: Dean Pitchford | 2                                                   | The Kids from Fame (Verschiedene Interpreten)       |                                                     |          |
| Eye of the Tiger Survivor Frank Michael Sullivan III, James Michael Peterik | 3                                                   | Complete Madness Madness                            |                                                     |          |
| Do You Really Want to Hurt Me Culture Club Michael Emile Craig, Roy Ernest Hay, Jonathan Aubrey Moss, George Alan O’Dowd | 4                                                   | The Lexicon of Love ABC                             |                                                     |          |
| The Lion Sleeps Tonight Tight Fit Luigi Creatore, Hugo E. Peretti, George David Weiss, Solomon Linda | 5                                                   | Rio Duran Duran                                     |                                                     |          |
| Pass the Dutchie Musical Youth Headley George Bennett, Jackie Mittoo, Robbie Lyn, Leroy Sibbles, Lloyd Anthony Ferguson, Fitzroy Ogilvie Simpson, Huford Benjamin Brown | 6                                                   | The John Lennon Collection John Lennon              |                                                     |          |
| I Don’t Wanna Dance Eddy Grant Edmond Montague Grant | 7                                                   | Love over Gold Dire Straits                         |                                                     |          |
| Seven Tears Goombay Dance Band Wolff-Ekkehardt Stein, Wolfgang Jass | 8                                                   | Pelican West Haircut One Hundred                    |                                                     |          |
| Ebony and Ivory Paul McCartney & Stevie Wonder Paul McCartney | 9                                                   | Dare! The Human League                              |                                                     |          |
| A Town Called Malice / Precious The Jam Paul John Weller | 10                                                  | Avalon Roxy Music                                   |                                                     |          |